# Hawker P.1103
Le Hawker P.1103 était un concept d'avion d'interception britannique des années 1950, conçu par le constructeur Hawker Aircraft, Ltd. pour répondre à l'Operational Requirement F.155 (en) du Ministry of Supply (MoS). Il ne dépassa toutefois jamais l'étape des planches à dessin.

## Contexte
L'Operational Requirement F.155 (en français : « Besoin/nécessité opérationnel(le) F-155 ») était un Operational Requirement publié en 1955 par le Ministry of Supply (en) (en français : Ministère de l'Approvisionnement, MoS) faisant appel à la conception d'un intercepteur pour défendre le Royaume-Uni des bombardiers supersoniques volant à haute altitude.
Le besoin F.155 spécifiait ainsi :
- La capacité de réaliser une interception dans les 20 minutes après le premier contact établi avec la cible — soit à environ 402 km du Royaume-Uni —, avec une vitesse de la cible supérieure à Mach 1 ;
- Un plafond opérationnel de 18 000 m ;
- Un armement composé de missiles air-air à guidage par infrarouges et radar ;
- Un équipage de deux personnes, en raison de la charge de travail prévue pour ces derniers : un pilote + un navigateur/opérateur système d'armes (WSO, pour Warfare Systems Officer).

Le MoS fut clair dans le document sur le fait que l'avion et ses missiles seraient traités comme un « système d'arme », dans son ensemble. Les spécifications de l'armement furent couvertes par un autre Besoin opérationnel, l'Operational Requirement OR.1131, qui présentait deux systèmes de missiles : Le missile à guidage par infrarouges De Havilland Blue Vesta et le Vickers Red Dean (en) à guidage radar.
La proposition de Hawker, une étude provenant du concepteur légendaire Sir Sydney Camm, était un développement supersonique de son concept réussi du Hawker Hunter utilisant un seul turboréacteur une version améliorée produisant 111,20 kN du De Havilland Gyron alimenté par une entrée d'air ventrale. Deux boosters détachables à moteur-fusée étaient également présents dans les ailes, devant procurer à l'avion une accélération supplémentaire pendant 3,7 minutes.

## Livret blanc de la Défense de 1957

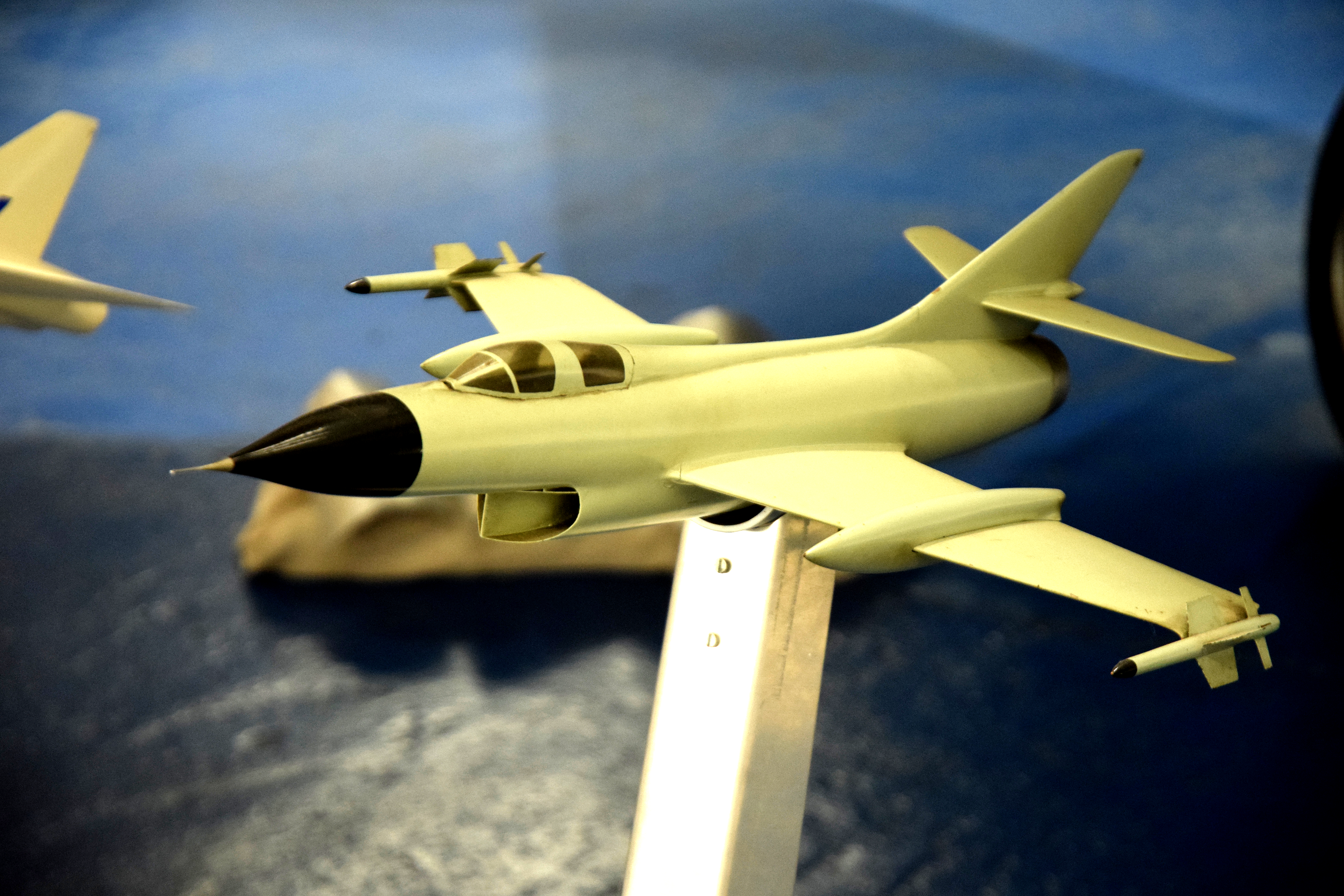
Autre photographie de la maquette.

Bien qu'une menace nucléaire provenant des bombardiers supersoniques à haute altitude soviétiques existe en 1955, le Besoin opérationnel F.155 faisant appel à des intercepteurs supersoniques — devant entrer en service en 1962 — fut annulé en septembre 1957, lorsque le Livret blanc de la Défense (en) fut publié par le Ministre de la Défense Duncan Sandys. Ce document était une révision majeure des dépenses militaires et l'un de ses éléments principaux fut l'annulation de presque tous les projets de chasseurs pilotés, en raison d'un changement radical des menaces stratégiques, avec l'espoir que les missiles balistiques intercontinentaux et les attaques à basse altitude remplaceraient les bombardiers à haute altitude.

## Spécifications techniques
Données de Futile Rivals, British secret projects: jet fighters since 1950.
Caractéristiques générales
- Équipage : 1 pilote + 1 opérateur système d'armes (WSO)
- Longueur : 19 m
- Envergure : 12 m
- Hauteur : 4,72 m
- Surface alaire : 46 m2
- Masse maximale au décollage : 18 983 kg, avec des missiles Red Hebe
- Moteur : 

  - 1 × turboréacteur avec postcombustion De Havilland Gyron de 89 kN de poussée à sec, 110 kN avec postcombustion ;
  - 2 × boosters détachables à moteur-fusée de 8,9 kN de poussée chacun.
- Capacité en carburant : 5 000 litres

 Performances 
- Vitesse à ne jamais dépasser : 

  - À basse altitude : 1 390 km/h
  - À haute altitude : Mach 2,3
- Vitesse maximale : Mach 2
- Plafond : +21 000 m
- Vitesse ascensionnelle : 310 m/s

Armement

- Missiles : 

  - 2 missiles air-air Red Top (en), ou,
  - 2 missiles air-air Vickers Red Dean (en), ou,
  - 2 missiles air-air Blue Jay.

Avionique

- Radar d'interception et conduite de tir

### Magazines
- (en) Tony Buttler, « Futile Rivals : F.155T – The Quest for 'An Ultimate in Interceptors' », Air Enthusiast, no 61,‎ janvier–février 1996 (ISSN 0143-5450).